# Mariä Unbefleckte Empfängnis (Prächting)

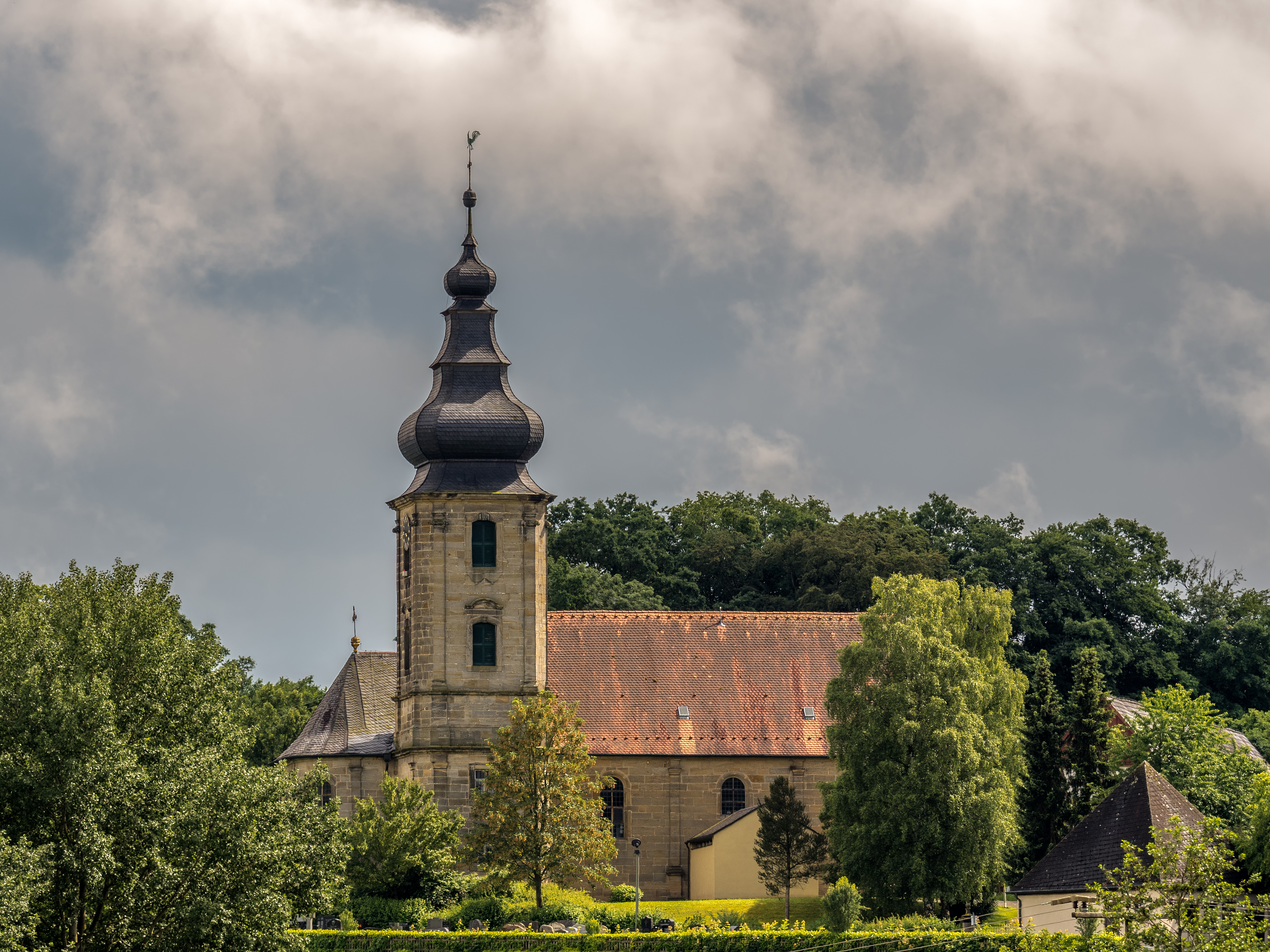
Mariä Unbefleckte Empfängnis in Prächting

Die römisch-katholische Pfarr- und Wallfahrtskirche Mariä Unbefleckte Empfängnis befindet sich in Prächting, einem Gemeindeteil des oberfränkischen Marktes Ebensfeld im Landkreis Lichtenfels. Das auch als Hankirche bezeichnete Gotteshaus steht auf einer Anhöhe westlich von Prächting bei der Einöde Hahnhof. Im 18. Jahrhundert wurde die heutige Kirche errichtet.

## Geschichte
Erstmals wurde die Hankirche 1338 urkundlich erwähnt, als der Bamberger Bischof Leupold in einem Streit urteilte und 1358, als der Bamberger Bischof Lupold entschied, dass das Katharinenspital zu Bamberg aus der Mühle zu Prächting der Kapelle „zu dem Hayne“ einen jährlichen Zins für das Licht zahlen sollte. Die Erstnennung des benachbarten Hahnhofes war schon zehn Jahre früher. Der Name wurde bis ins 16. Jahrhundert überwiegend Heyn und ähnlich geschrieben und bezeichnet ein von einer Hecke eingehegtes bzw. eingefriedetes Gelände.
Ein Bildnis mit der Jahreszahl 1515 zeigt die alte Kapelle. Im 16. Jahrhundert entwickelte sich eine rege Wallfahrt zur Hankirche. In dem Zeitraum wurde die mittelalterliche Kapelle um ein Langhaus und einen Satteldachturm über einem gewölbten Chor erweitert. Im 18. Jahrhundert erfolgte ein Neubau der Kirche in zwei Abschnitten. Von 1713 bis 1714 errichteten die Bamberger Maurermeister Andreas Reinthaler und Christoph Leidner sowie der Prächtinger Zimmermann Andreas Weiß ein neues Langhaus. Der Chor und der Turm folgten 1765 bis 1767 durch den Maurermeister Johann Thomas Nissler und den Zimmermeister Johann Baptist Weiß, beide aus Staffelstein.:S. 171 Am 30. September 1714 weihte der Bamberger Weihbischof Werner Schnaz die Kirche. Die letzten umfangreichen Änderungen fanden 2013 beim Bau der neuen Sakristei statt.
Im Jahr 1927 folgte die Trennung der Filialkirche von der Pfarrei Ebensfeld und in Prächting wurde eine Kuratie errichtet. Die Erhebung zur eigenständigen Pfarrei folgte 1938.:S. 171

## Baubeschreibung

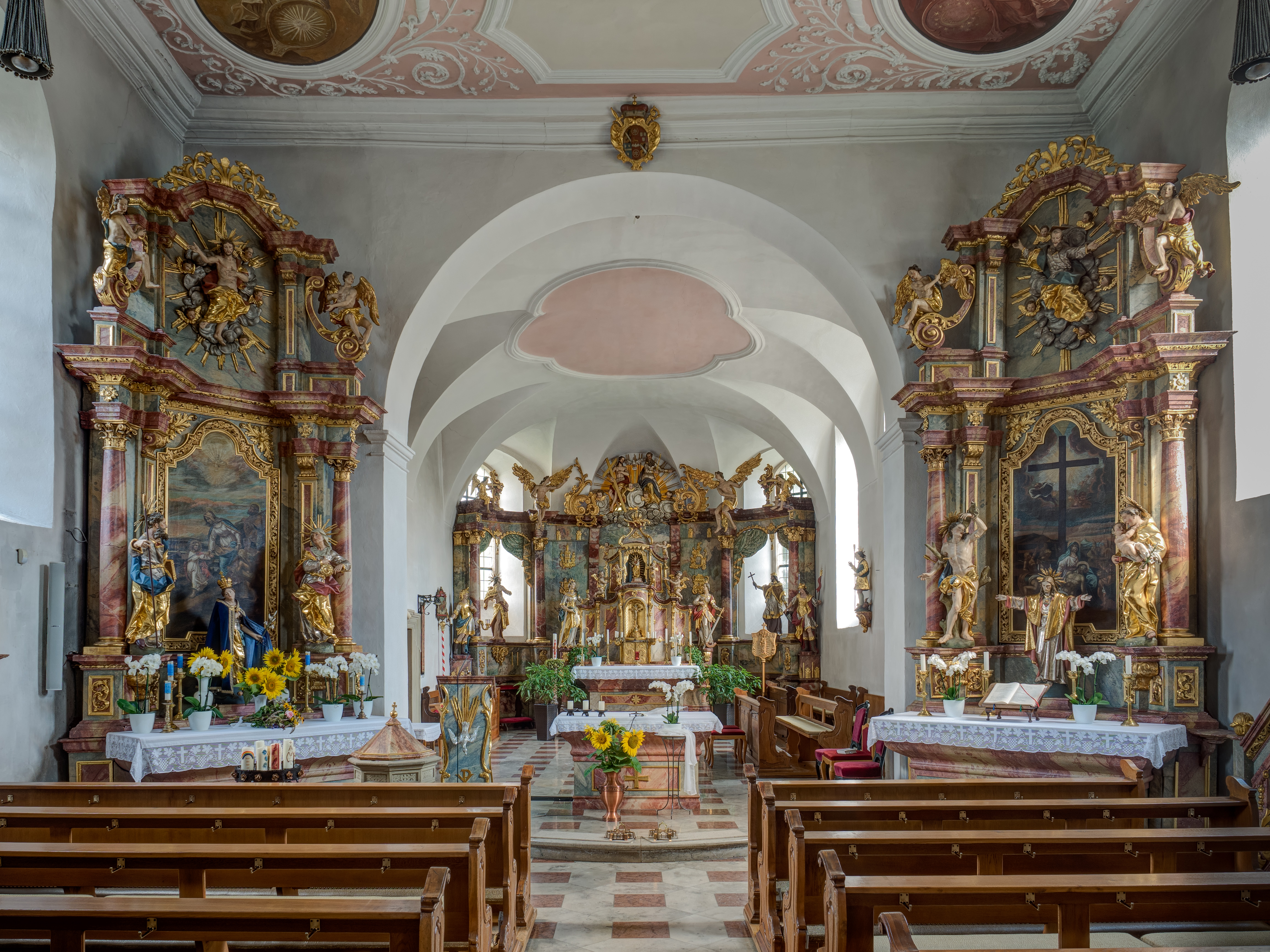
Innenraum

Die Pfarrkirche steht am Eingang des Kellbachtales in landschaftlich beherrschender, freier Lage. Es ist eine geostete Barockkirche aus unverputzten Sandsteinquadern. Sie hat einen schwach eingezogenen, zweijochigen Rechteckchor mit abgerundetem Chorschluss, der von einer gedrückten Tonne mit Stichkappen überspannt wird. Zwei große Segmentbogenfenster in den abgerundeten Chorschlussseiten und zwei in der Südseite belichten den Raum. Außen sind sie profiliert gerahmt und mit Scheitelsteinen versehen. Pilaster toskanischer Ordnung zwischen den Fenstern gliedern die Fassade. Ein runder Chorbogen mit profilierten Kämpfern bildet den Übergang vom Chorraum zum Langhaus.
Das dreiachsige Langhaus ist ein langgestreckter Saalraum, der von einer flachen Putzdecke mit kräftig profilierten Kehlen überspannt wird. Rundbogige Eingänge befinden sich mittig im Westen, Süden und Norden, dort von innen zugebaut. Außerdem belichten jeweils drei rundbogige Fenster in den beiden Längsseiten den Innenraum. In der Westseite ist ein kurzes Rundbogenfenster angeordnet, das von der Orgel verdeckt ist. Die hölzerne Orgelempore, die über eine Innentreppen erschlossen ist, wird von einem profilierten Unterzug auf zwei Vierkantsäulen getragen. Die Fassade ist ebenfalls durch toskanische Pilaster gegliedert. Das Westportal rahmen beidseitige Pilaster und ein Kranzgesims ein. Darüber befindet sich unter einem gebogenen Verdachungsgesims das Amtswappen des Bamberger Fürstbischofs Lothar Franz von Schönborn. Der Giebel hat ein über die Dachfläche reichendes Ortganggesims und ist mit fünf Kugelaufsätzen versehen.:S. 172
Auf der nördlichen Seite, im Winkel von Chor und Langhaus, steht der 42 Meter hohe Kirchturm. Im Sockelgeschoss mit quadratischem Grundriss befindet sich die Sakristei, die ein Kreuzgewölbe überspannt. Toskanische Pilaster rahmen die Hauptseiten. Im zweiten Obergeschoss sind an allen Seiten flach gerahmte, mit Scheitelsteinen versehene Segmentbogenfenster angeordnet. Die Schallöffnungen im dritten Obergeschoss sind ähnlich gestaltet. Eine hohe, verschieferte Haube mit Spitze, Knauf und Kreuz bekrönt den Turm.